# Rozka Korczak
Pour les articles homonymes, voir Korczak.
Rozka ou Różka Korczak née le 24 avril 1921 à Bielsko-Biała, Pologne, et morte le 5 mars 1988 à Ein HaHoresh, Israël est une partisane juive polonaise pendant la Seconde Guerre mondiale. Elle participe à la fondation de la Fareynikte Partizaner Organizatsye (FPO, Organisation des partisans unis), prend un rôle de direction dans son groupe successeur, Nokmim (la ligue des justiciers juifs), le seul soulèvement invaincu d'un ghetto juif connu dans l'histoire de la Shoah.

## Biographie

### Jeunesse
Le père de Rozka Korczak est un marchand de bétail. Sa famille déménage dans un petit village de Płock où elle fréquente l'école publique. Elle organise une grève des étudiants juifs pour protester contre l'antisémitisme dans son collège. Adolescente, elle rejoint une organisation sioniste appelée HaShomer HaTzair.

### Seconde Guerre mondiale
Lors de l'invasion de la Pologne par l'Allemagne, Rozka Korczak se réfugie en Lituanie en 1939 et rencontre Vitka Kempner à Vilnius par l’intermédiaire de HaShomer HaTzair. Elle cofonde le FPO en 1942 aux côtés de Vitka Kempner et d'Abba Kovner. Le FPO introduit clandestinement des armes dans le ghetto de Vilnius et exfiltre clandestinement des Juifs. Comme la situation empire dans le ghetto, elle le quitte en septembre 1943 avec le dernier groupe de combattants en passant par les égouts et se réfugie dans la forêt de Rudninkai et Naroch (en) ,. Après la libération de Vilnius par l’Armée rouge en juillet 1944, elle et ses compagnons se concentrent sur l'aide aux réfugiés juifs et l'émigration vers la Palestine. Elle y arrive le 12 décembre 1944.

### Palestine
En octobre 1947, elle rejoint le kibboutz d'Ein HaHoresh en compagnie de ses anciens compagnons d'armes Vitka Kempner et Abba Kovner. 
Elle reste active au kibboutz dont elle est secrétaire à deux reprises et continue de sensibiliser les jeunes à la Shoah. 

## Vie privée
Elle se marie avec Avi Marla et le couple a trois enfants : Yehudah (né en 1952), Yonat (né en 1954) et Gadi (né en 1959).
Elle meurt d'un cancer le 5 mars 1988.